# Лоске, Анника
Анника Лоске (нем. Annika Loske; род. 17 мая 1998) — немецкая гребчиха на каноэ, многократная призёрка чемпионатов мира и Европы, бронзовый призёр III Европейских игр.

## Карьера
В 2018 году на взрослом чемпионате мира, который прошёл в Португалии, Анника стала бронзовым призёром на дистанции 5000 метров в каноэ-одиночках.
После пандемии, на чемпионате Европы 2022 года завоевала серебряную медаль в каноэ-одиночках на дистанции 5000 метров. На чемпионате мира 2022 года в Канаде завоевала две медали: серебряную на 5000 метров и бронзовую на 1000 метров в каноэ-одиночках.
На III Европейских играх в Кракове, а соревнования были совмещены с чемпионатом Европы, в смешанных двойках на 200 метров завоевала бронзовую медаль. На чемпионате мира в Дуйсбурге в составе немецкой четвёрки каноисток завоевала серебро на дистанции 500 метров.
В Самарканде, на чемпионате мира 2024 года, который состоялся сразу же после Олимпийских игр, Лоске в каноэ-одиночках на дистанции 5000 метров завоевала серебряную медаль.